# Ameromyia strigosa
Ameromyia strigosa is een insect uit de familie van de mierenleeuwen (Myrmeleontidae), die tot de orde netvleugeligen (Neuroptera) behoort. 
Ameromyia strigosa is voor het eerst wetenschappelijk beschreven door Banks in 1909.